# جوني كولون
جوني كولون (بالإنجليزية: Johnny Coulon)‏ مواليد 12 فبراير 1889 في تورونتو - الوفاة 29 أكتوبر 1973 في شيكاغو، كان ملاكم كندي سابق صنّف ضمن فئة وزن الديك.

## إحصائيات
خاض خلال مسيرته 97 نزالا، فاز في 56 وتعادل في 4 وخسر في 4. فاز بالضربة القاضية في 24 نزالا.

## روابط خارجية
- جوني كولون على موقع بوكس ريك (الإنجليزية) (registration required)